# Canalejas de Puerto Real
Juan Pérez Sánchez  (Puerto Real, 1905) - Jaén, 1966) cantaor payo de flamenco conocido artísticamente como Canalejas de Puerto Real. Descendía de una familia de cantaores gitanos de Jerez llamados los Paquirri, y esas fueron las raíces que tuvo para destacar en los cantes festeros. Fue acompañante suyo a la guitarra Vicente el Granaino.

## Biografía

### Infancia
A él le pusieron Canalejas y a uno de sus siete hermanos Moret, siempre estuvieron juntos en su infancia, por las cercanías de los puertos, y para ir en busca de alguna fiesta para ganar unas pesetas.  La vida flamenca por aquel entonces eran las reuniones, bodas, bautizos y alguna que otra actuación en los cafés cantantes que había en Puerto Real, y en sus alrededores como San Fernando, Jerez, o en el mismo Cádiz.

### Carrera profesional
Trabaja como peón de carpintero y comienza cantando en pequeños cafés y en fiestas, hasta que es descubierto por un aficionado que le anima para que se dedique a la música de forma profesional. Finalmente viaja como polizón a Barcelona donde ayudado por Rafael de la Cabeza entra en el mundo del flamenco de la capital catalana.
A partir de 1932 comienza a hacerse un hueco en el mundo del flamenco actuando en Barcelona y en Valencia hasta que en 1934 debuta en el Salón Olimpia en Madrid junto con Angelillo y el Pena hijo. Ese mismo año también actúa en el mítico Circo Price junto con José Cepero. El éxito le acompaña hasta el inicio de la guerra civil durante la que acaba en la cárcel por sus ideas republicanas. En 1939 regresa a los escenarios actuando en Cádiz junto con la Niña de los Peines y El Sevillano. Durante los años cuarenta del siglo XX canta con las principales estrellas flamencas de la época destacando especialmente las actuaciones  que realizó junto a Pepe Marchena
En los últimos años de su vida, comenzó a participar en diversos concursos de flamenco. En 1963 ganó el concurso de la Lámpara Minera de Murcia y el primer concurso de Cantes de Levante y al año siguiente, en 1964 el concurso nacional de Córdoba y el segundo para profesionales de cartageneras, celebrado en la localidad de Cartagena.
Se queda a vivir en Jaén donde ya conocía a la mujer que iba a ser su esposa y la madre de sus tres hijos. En Jaén se establece montando una empresa de taxis, hasta sus últimos días de existencia.

## Apodo
El apodo de Canalejas se debe a la costumbre que había en sus tiempos de comparar a la gente con las personalidades de entonces.